# Wolfgang Nahrstedt
Wolfgang Nahrstedt (* 2. August 1932 in Hamburg; † 27. Oktober 2023) war ein deutscher Erziehungswissenschafter und war Professor an der Universität Bielefeld.

## Leben
Nahrstedt studierte an der Universität Hamburg die Fächer Pädagogik, Geschichte und Literaturwissenschaft. 1968 erfolgte seine Promotion. Von 1971 bis zu seiner Emeritierung war er Professor für Erziehungswissenschaft an der Universität Bielefeld. Als solcher publizierte er einige Bücher und etwa 50 Fachartikel. 
Von 1978 bis 1998 war er Vorsitzender der Kommission Freizeitpädagogik der Deutschen Gesellschaft für Erziehungswissenschaft.